# VII Juegos Centroamericanos y del Caribe
Los VII Juegos Centroamericanos y del Caribe se llevaron a cabo en México, del 5 al 20 de marzo de 1954. México se convirtió el primer país en organizar los Juegos dos veces (los primeros habían sido en 1926).

## Historia
En estos juegos compitieron 1356 atletas (163 mujeres). Los deportes que se practicaron fueron: Atletismo, Baloncesto, Béisbol, Bolos, Boxeo, Ciclismo, Clavados, Equitación, Esgrima, Fútbol, Gimnasia, Golf, Pesas, Lucha, Natación, Polo Acuático, Tenis, Tiro y Voleibol.

## Equipos participantes
Los países participantes: Antillas Neerlandesas, Colombia, Cuba, El Salvador, Guatemala, Jamaica, México, Nicaragua, Panamá, Puerto Rico, República Dominicana, y Venezuela.

## Medallero
La tabla se encuentra ordenada por la cantidad de medallas de oro, plata y bronce.
Si dos o más países igualan en medallas, aparecen en orden alfabético.
| Núm. | País                  | Oro | Plata | Bronce | Total |
| ---- | --------------------- | --- | ----- | ------ | ----- |
| 1    | México                | 47  | 42    | 36     | 126   |
| 2    | Cuba                  | 29  | 19    | 20     | 68    |
| 3    | Venezuela             | 14  | 18    | 21     | 53    |
| 4    | Colombia              | 8   | 6     | 9      | 23    |
| 5    | Panamá                | 7   | 7     | 8      | 22    |
| 6    | Puerto Rico           | 6   | 9     | 9      | 24    |
| 7    | Jamaica (JAM)         | 5   | 10    | 4      | 19    |
| 8    | Guatemala             | 3   | 8     | 11     | 22    |
| 9    | El Salvador           | 2   | 1     | 2      | 5     |
| 10   | Antillas Neerlandesas | 1   | 1     | 0      | 2     |
| 11   | República Dominicana  | 0   | 1     | 1      | 2     |